# Kiegyenlített hangolás
A kiegyenlített hangolás a nyugati zenében alkalmazott egyik hangolás. Az oktáv 12 matematikailag pontosan egyenlő nagyságú félhanglépésre van felosztva, így a püthagoraszi komma teljesen kiegyenlítődik. A szomszédos hangok frekvenciaviszonyát a következő képlet írja le:
{\displaystyle \Delta {f}={\sqrt[{12}]{2}}\approx 1{,}05946309}
A kiegyenlített hangolású sor hangjait az alábbi egyenlőség segítségével határozhatjuk meg:
{\displaystyle f(i)=t_{0}\cdot 2^{i/12}},
ahol t0 általában az A kamarahang (440 Hz), i pedig a kiválasztott t0-tól számított távolság félhanglépésekben. A skála láthatóan egy mértani sorozat, mivel szomszédos tagjai ugyanolyan arányban állnak egymással.
Ha például a G’ hang frekvenciáját szeretnénk meghatározni, akkor először számláljuk meg a félhanglépéseket az alaphangtól (jelen esetben a normál A-tól, így i = mínusz 2, mert lefelé számolunk), majd helyettesítsük be ezt az értéket a képletbe a következő módon:
{\displaystyle f(-2)=440\,\mathrm {Hz} \cdot 2^{-2/12}\approx 391{,}995\,\mathrm {Hz} }
az egy oktávval magasabb G’’ hang esetében i = 10 a t0-hoz képest, így a képlet:
{\displaystyle f(10)=440\,\mathrm {Hz} \cdot 2^{10/12}\approx 783{,}991\,\mathrm {Hz} }
Ahogy látható, G’’ frekvenciája éppen kétszerese a G’ hangénak – ezért szól olyan konszonánsan a kiegyenlített hangolásban két azonos hang, ami egyik fő előnye ennek a temperálásnak. Emellett a rendszer lehetővé teszi bármely darab bármelyik hangnembe való transzponálását (például minden hangnak Fisz-dúrból C-dúrba történő átvitelét), anélkül, hogy az átlagos, nem abszolút hallású hallgató valami változást venne észre.
Bár az így hangolt hangszer az oktávon kívül egyetlen más „ideális”, vagyis tiszta hangközt sem tartalmaz, és az eltérések jól hallhatók is, a mai zeneesztétikai felfogás szerint ez elfogadható, és a megszokás után nem zavaró.
Ugyan a kiegyenlített hangolást elméletileg már régóta ismerték, gyakorlati okokból mégis csak a 20. század elején kezdett elterjedni. Általánossá válásával az új kompozíciók esetében jelentőségét vesztette a hangnemi jelleg, mivel a különböző hangnemek ezen tekintetben immár nem szólnak eltérően. Ugyanezen okból a régebbi művek kiegyenlített hangolású instrumentumon való előadásakor gyakran a kompozíció jelentős művészi aspektusai tűnnek el a hangnemek azonossága miatt.
Johann Sebastian Bach híres Das wohltemperierte Klavier című műve az általánosan elterjedt nézettel szemben nem kiegyenlített temperálású hangszerre készült.
Régebbi komponisták esetenként szívesen alkalmaztak rosszul hangzó, „lehetetlen" hangnemeket, hogy így jelenítsenek meg olyan negatív tartalmakat, mint például fájdalom, bűn stb.
Manapság általában kiegyenlítetten hangolják a hangszereket, sok orgonát és csembalót azonban tudatosan más hangolással látnak el.

## A kiegyenlített hangolás centértékei
| Hang      | C1 | C#  | D   | Eb  | E   | F   | F#  | G   | G#  | A   | B (A#) | H    | C2   |
| Centérték | 0  | 100 | 200 | 300 | 400 | 500 | 600 | 700 | 800 | 900 | 1000   | 1100 | 1200 |

A következő táblázat a hangközök értékeit és a tiszta hangolástól való százalékos eltéréseiket mutatja be:
| Hangköz         | Kiegyenlítés képlete                                      | Decimális érték | Tiszta intervallum | Százalékos különbség |
| --------------- | --------------------------------------------------------- | --------------- | ------------------ | -------------------- |
| Prím            | 1                                                         | 1,000000        | 1,000000           | 0,00%                |
| Kisszekund      | {\displaystyle {\sqrt[{12}]{2^{1}}}={\sqrt[{12}]{2}}}     | 1,059463        | 16/15 = 1,066667   | -0,68%               |
| Nagyszekund     | {\displaystyle {\sqrt[{12}]{2^{2}}}={\sqrt[{6}]{2}}}      | 1,122462        | 9/8 = 1,1250000    | -0,23%               |
| Kisterc         | {\displaystyle {\sqrt[{12}]{2^{3}}}={\sqrt[{4}]{2}}}      | 1,189207        | 6/5 = 1,200000     | -0,91%               |
| Nagyterc        | {\displaystyle {\sqrt[{12}]{2^{4}}}={\sqrt[{3}]{2}}}      | 1,259921        | 5/4 = 1,250000     | +0,79%               |
| Tiszta kvart    | {\displaystyle {\sqrt[{12}]{2^{5}}}={\sqrt[{12}]{32}}}    | 1,334840        | 4/3 = 1.333333     | +0,11%               |
| Szűkített kvint | {\displaystyle {\sqrt[{12}]{2^{6}}}={\sqrt {2}}}          | 1,414214        | 7/5 = 1,400000     | +1,02%               |
| Tiszta kvint    | {\displaystyle {\sqrt[{12}]{2^{7}}}={\sqrt[{12}]{128}}}   | 1,498307        | 3/2 = 1,500000     | -0,11%               |
| Kisszext        | {\displaystyle {\sqrt[{12}]{2^{8}}}={\sqrt[{3}]{4}}}      | 1,587401        | 8/5 = 1,600000     | -0,79%               |
| Nagyszext       | {\displaystyle {\sqrt[{12}]{2^{9}}}={\sqrt[{4}]{8}}}      | 1,681793        | 5/3 = 1,666667     | +0,90%               |
| Kisszeptim      | {\displaystyle {\sqrt[{12}]{2^{10}}}={\sqrt[{6}]{32}}}    | 1,781797        | 16/9 = 1,777778    | +0,23%               |
| Nagyszeptim     | {\displaystyle {\sqrt[{12}]{2^{11}}}={\sqrt[{12}]{2048}}} | 1,887749        | 15/8 = 1,875000    | +0,68%               |
| Oktáv           | {\displaystyle {\sqrt[{12}]{2^{12}}}={2}}                 | 2,000000        | 16/8 = 2,000000    | 0,00%                |